# Bjäckertjärnen (Ströms socken, Jämtland)
Bjäckertjärnen är en sjö i Strömsunds kommun i Jämtland och ingår i Ångermanälvens huvudavrinningsområde.